# Humphrey Atkins
Humphrey Edward Gregory Atkins, Baron Colnbrook KCMG PC (* 12. August 1922 in Amersham, Buckinghamshire, England; † 4. Oktober 1996) war ein britischer Politiker der Conservative Party.

## Biografie
Nach dem Besuch des Wellington College in Berkshire trat er 1940 in die Royal Navy ein und leistete in dieser bis 1948 seinen Militärdienst. Danach war er in einer Linoleum-Fabrik tätig, ehe er Direktor einer Agentur für Finanzdienstleistungen wurde.
Bei den Unterhauswahlen am 26. Mai 1955 wurde er als Kandidat der Conservative Party erstmals zum Abgeordneten in das Unterhaus (House of Commons) gewählt und vertrat dort zunächst bis 1970 den Wahlkreis Merton and Morden. Danach war er zwischen 1970 und 1987 Abgeordneter für den Wahlkreis Spelthorne.
Zwischen 1967 und 1970 war er zunächst Whip der konservativen Fraktion im Unterhaus und danach bis 1973 Schatzmeister des Königlichen Haushalts (Treasurer of the Royal Household). Seine ersten Erfahrungen im Kabinett als „Juniorminister“ sammelte in der Funktion als Parlamentarischer Sekretär im Schatzamt (Parliamentary Secretary to the Treasury) von 1973 bis 1974 im Kabinett von Premierminister Edward Heath.
Zugleich war er in dieser Funktion Chief Whip und damit Parlamentarischer Geschäftsführer der Unterhausfraktion der Tories und behielt diese Funktion bis 1979.
Nach dem Sieg der Konservativen bei den Unterhauswahlen vom 3. Mai 1979 wurde er von Premierministerin Margaret Thatcher zum Nordirlandminister in deren erstem Kabinett ernannt und bekleidete dieses Amt bis zum 14. September 1981. In seine Amtszeit fiel der irische Hungerstreik 1980/81 zum Ende des Nordirlandkonflikts. Dabei kamen zehn Inhaftierte der IRA ums Leben, darunter Bobby Sands, der knapp vier Wochen vor seinem Tod am 5. Mai 1981 bei einer Nachwahl (By-election) im Wahlkreis Fermanagh & South Tyrone selbst zum Abgeordneten in das Unterhaus gewählt wurde, sein Mandat wegen der Haftstrafe aber nicht antreten konnte. Atkins kommentierte die damalige Situation mit den Worten: 
„If Mr. Sands persisted in his wish to commit suicide, that was his choice. The Government would not force medical treatment upon him.“ („Wenn Mr. Sands an seinem Selbstmordvorhaben festhält, ist das seine Wahl. Die Regierung wird keine lebenserhaltende medizinische Hilfe leisten.“)
Im Rahmen einer Regierungsumbildung wurde Atkins anschließend im September 1981 Lordsiegelbewahrer (Lord Privy Seal) und hatte dieses Amt bis zum 7. April 1982 inne. In dieser Funktion war er zugleich Sprecher der Regierungsfraktion im Unterhaus für Auswärtiges und Angelegenheiten des Commonwealth of Nations. Damit war er quasi Vertreter von Außenminister Peter Carington, 6. Baron Carrington, da dieser Mitglied des Oberhauses war. Nach der argentinischen Invasion der Falklandinseln 1982 übernahm er zusammen mit Lord Carrington die Verantwortung für Fehler im Außenministerium und trat mit diesem zurück, was das Ende seiner Regierungskarriere bedeutete. 
1983 galt er als Favorit von Premierministerin Thatcher als Nachfolger von George Thomas als Sprecher (Speaker) des Unterhauses. Allerdings wurde der bisherige Stellvertretende Sprecher Bernard Weatherill gegen Thatchers Willen zum neuen Speaker gewählt. Atkins wurde daraufhin die Ritterwürde als Knight Commander des Order of St Michael and St George verliehen, so dass er fortan das Prädikat Sir führte.
Nach seinem Ausscheiden aus dem Unterhaus wurde er am 16. Oktober 1987 als Life Peer mit dem Titel Baron Colnbrook, of Waltham St Lawrence in the County of Berkshire, in den Adelsstand erhoben und gehörte damit bis zu seinem Tode dem Oberhaus (House of Lords) an.